# Guido Seborga
Guido Hess, dit « Guido Seborga », né le 10 octobre 1909 à Turin et mort le 13 février 1990  à Turin, est un journaliste, écrivain et peintre italien du XXe siècle.

## Biographie

### Enfance
Il est né dans une famille juive d’origine égyptienne, qui s’était établie en  Ligurie. Son vrai nom était Guido Hess, et il était le fils de l'alpiniste Adolfo Hess et le descendant de Moses Hess. Le choix du pseudonyme Seborga, une petite ville à l'ouest de l'arrière-pays ligure, est lié à l'amour pour la mer et pour celle qu'il considérait comme sa vraie ville natale et pas seulement de choix, Bordighera, point de référence constant dans ses nombreux voyages à l'étranger. Sa maison était via Pelloux 44
Bordighera et son arrière-pays sont l'arrière-plan de ses œuvres littéraires, et le charme de la Vallée des Merveilles et de la Mer de Ligurie sont la référence de son art.

### La jeunesse antifasciste
Il nait à Turin où il vit dans un appartement en Corso Galileo Ferraris. Il fréquente le Lycée classique Massimo d'Azeglio où il a comme professeur  Augusto Monti. Ses premières expériences artistiques se font auprès de Casorati. Il séjourne ensuite à Berlin, juste avant la montée du nazisme, puis à Paris, ville dans laquelle il retournera fréquemment tout au long de sa vie.
À Turin, il se lie d'amitié avec Umberto Mastroianni, arrivé de Rome en 1928 et avec Luigi Spazzapan. Toujours à Turin, il connait aussi les peintres Mattia Moreni et Albino Galvano, le critique d’art Piero Bargis, le philosophe Oscar Navarro, le metteur en scène Vincenzo Ciaffi, l’architecte Carlo Mollino, le critique musical  Massimo Mila, avec lesquels il discutait d'art et politique.
La matrice antifasciste de Turin le pousse à se lancer dans la résistance, d'abord avec le Parti d'action en compagnie de Giorgio Agosti, Alessandro Galante Garrone, Ada Gobetti, puis en tant que partisan dans les Brigades Matteotti.

### L’après-guerre
Il commence son activité politique d'après-guerre dans le Parti socialiste italien. À Rome avec Lelio Basso, il dirige le magazine "Socialisme" et il s'occupe de la propagande du Front populaire, c’est-à-dire de l'union des partis de gauche.
Déjà dans les années 1930, il collabore avec les grands magazines culturels italiens (Circoli, Campo di Marte, Prospettive , Letteratura, Maestrale ), et après la Seconde Guerre mondiale il contribue à la réouverture de la rédaction de Turin du journal Avanti !. Comme journaliste, il collabore avec les journaux et magazines de la gauche italienne et internationale en traitant surtout de culture, d'art et d'actualité.
Il participe, avec Ada Gobetti, Franco Antonicelli, Casorati, Massimo Mila et d'autres, à la fondation de l'Unione culturale di Torino. Il a été parmi les organisateurs de la préparation de la pièce Woyzeck de Georg Büchner, interprétée par Raf Vallone et représentée en 1946 pour la réouverture du théâtre Gobetti de Turin.
En 1947, il décide de retourner à Paris, où il devient le directeur de Italia Libera et il collabore avec Europe et Éditions de Minuit. Depuis Paris, il continue à collaborer avec les journaux italiens en écrivant sur la vie parisienne et ses intellectuels.
Une fois rentré de Paris, il vit entre Turin et Bordighera. Son amour pour la ville de Bordighera s'est manifesté au fil des années avec une participation concrète et active à la vie culturelle de l'ouest de la Ligurie. Dans les années 1950 et 1960, Seborga fait partie de l'organisation et du jury du prix Cinque Bettole dans la section littérature et la section peinture, avec des personnalités telles que Italo Calvino, Giancarlo Vigorelli, Elio Philip Accrocca, Carlo Betocchi, Giuseppe Balbo. Dans les années 1960, il préside le cycle de conférences Rencontrer l'homme à Sanremo, auxquelles a participé, entre autres Salvatore Quasimodo. Il a également contribué dans les années 1960 et 1970 à la création et au développement de l'Union culturelle démocratique de Bordighera, pour laquelle il contribue à organiser des expositions, des débats, des conférences et des pièces de théâtre.
Il meurt à Turin le 13 février 1990.

## Seborga et la peinture
Dès son plus jeune âge, Seborga fréquente Bordighera et son arrière-pays. Il est impressionné par la Vallée des Merveilles et ses incisions rupestres, étudiés par Clarence Bicknell. 
À partir des années 1960, il recommence à dessiner et à peindre en créant des «idéogrammes», une forme de peinture originale qui combine le signe dynamique et la silhouette noire des figures archaïques, sur fonds très contrastés aux niveaux chromatiques. Actif, il se lance dans la peinture avec enthousiasme, en collaborant à la réalisation de plusieurs expositions. De ses expositions monographiques, les plus connues sont celles du Château des Sforza en 1973 et de la Galleria Schettini en 1977 à Milan. Il exposa également à Turin en 1969 auprès de la Galleria Il Punto, en 1974 à la Galleria Narciso et à la Galleria Civica d’Arte Moderna à Rivoli. Il fait des expositions personnelles aussi en Ligurie, notamment à Alassio, à Sanremo et plusieurs à Bordighera, où il passe de longs mois dans sa maison de Via Pelloux 44.
Il expose également à l’étranger, à Amsterdam auprès de la Galerie Sfinx (1969), à Menton auprès de la galerie Les Lettres et les Arts et lors de la Biennale (1970-72), à Paris auprès du Palais de l'UNESCO (1972), à Monte Carlo en 1979, à Marseille auprès du Musée de la ville, à la Biennale de Bamberg, à Strasbourg en 1980, et puis dans d’autres villes comme Cracovie, Londres, Lugano, Antibes, etc.
Guido Seborga avait toujours une attention particulière pour la jeunesse. Il tint de nombreuses expositions et conférences dans les écoles et les lycées, avec comme objectif déclaré d'ouvrir l’esprit de la jeunesse aux nouveaux courants artistiques qui parcouraient le monde. Ses œuvres figurent dans des collections privées et dans des musées italiens et étrangers.

## Seborga et le journalisme
Le journalisme est le premier amour de Seborga et il collaborera toute sa vie avec plusieurs journaux italiens et français. Dès les années 1930, il commence à travailler avec des petits journaux politiques pour terminer sa carrière journalistique avec les grands hebdomadaires de la presse italienne comme : La Stampa, Il Giorno, Il Secolo XIX, La Repubblica, etc. Dans les années 1940, il est nommé, par Maria Luisa Spaziani, chef rédacteur des magazines littéraires Il girasole d’abord et après Il Dado.
Fin des années 1940, il séjourne à Paris où il est le directeur du Magazine « Italia libera ».

## Seborga et la littérature
En 1948, Arnoldo Mondadori Editore publie dans sa série Medusa, L'uomo di Camporosso et en 1949 Il figlio di Caino. Les deux romans, se déroulant dans la Ligurie occidentale, seront accueillis par les critiques italiens et étrangers avec beaucoup d'intérêt.
Seborga est un écrivain de forte intonation réaliste et dans ses romans il parle généralement d'un monde de parias qui se battent pour survivre dans une terre de Ligurie coriace et difficile, où le travail est dur et défendre ses croyances devient dangereux à l’époque du régime fasciste.
Ces deux premiers romans, seront suivis par quatre autres titres traduits en plusieurs langues et un journal publié en 1968.
Les personnages de Seborga font partie du drame de la vie pour le meilleur et pour le pire, ils n'ont aucune possibilité d'évasion sinon au risque de fausses déclarations et donc de complicité avec la société. Pour Seborga, le danger est l'automatisation, à savoir l'effusion de sang par la société technico-industrielle dans laquelle il oppose la rigueur morale de Piero Gobetti qui se réfère à l’engagement civil.
Seborga s'approche aussi de la poésie, sa première récolte de poèmes est publiée en 1965 avec le titre Se avessi una canzone, où dominent la mer, le soleil, le vent, les vallées de frontière riches d'oliviers et de vignes, et sauvages comme ses habitants.
Il a participé à l'expérience politique et musicale du groupe turinois Cantacronache, connu pour proposer une alternative aux chansonnettes commerciales en mettant en musique certains de ses poèmes.

## Œuvres littéraires et théâtrales
- 5 novelle del viver moderno (Guido Hess il caso di B. Calderini), Gulia 1935
- 25 aprlile – La resistenza in piemonte (Guido Hess: Rossa di sole bandiera che vive) Orma Editrice Torino 1946
- L'uomo di Camporosso, Éditions Mondadori 1948 - Finaliste Prix Viareggio et candidat Prix Strega (1949).
- Il figlio di Caino, Éditions Mondadori 1949.
- La tua donna, segnalato Premio Riccione '50
- Spartaco vuoi essere libero? – Drame en 3 actes en collaboration avec Umberto Mastroianni (1951)
- Licia pesca a ponenete- pièce théâtrale (1947) [11]
- Amori capitali – Éditions Rebellato (1959), finaliste Premio Viareggio 1959.
- Gli innocenti – Éditions Ceschina (1961), Finaliste Premio Viareggio 1961, Meilleur livre ligure de l’année 2006.
- Ergastolo – 1963.
- Se avessi una canzone – Récolte de poésies éditions dell’albergo 1964.
- Maona – Drame publié sur la revue Il Dramma 1965.
- Il Cristo degli abissi – Drame en 3 actes publié sur la revue Il Dramma 1965.
- Parigi due amori – Éditions dell’Albero1968
- Occhio folle occhio lucido – Éditions Ceschina 1968.
- Seborga, poesie inedite – Éditions Martano 1970.
- Vivere e disvivere – Éditions Carte segrete 1973
- Sangue e cerebrum – Éditions Sugarco 1980